# Scuola di Posillipo
(Francesco Bruno)

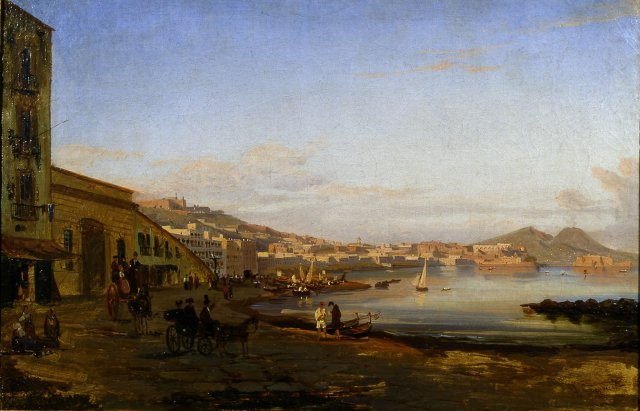
Marina di Posillipo di Giacinto Gigante

Per scuola di Posillipo si intende un gruppo di artisti dediti esclusivamente alla pittura di paesaggio, riuniti a Napoli, nel secondo decennio dell'Ottocento, prima intorno ad Anton Sminck van Pitloo e poi intorno a Giacinto Gigante.

## Storia
La nascita di questo gruppo venne sancita da una celebre definizione di Pasquale Villari, che nel 1867 scrisse:
(Pasquale Villari)
La scuola nacque intorno al 1820, quando l'atelier di Anton Sminck van Pitloo, un vedutista olandese residente a Napoli dal 1816, fra i primi a dipingere all'aria aperta, divenne luogo di ritrovo e di apprendimento per giovani pittori. Nel decennio 1825-1835 si raccolsero gli artisti appartenenti alla prima generazione, come Achille Vianelli, Gabriele Smargiassi, Teodoro Duclère, Vincenzo Franceschini, Beniamino De Francesco, Alessandro Fergola e Pasquale Mattej.
Accanto agli alunni della scuola si era formato un folto numero di fiancheggiatori, costituiti da interi nuclei familiari. I «Carelli»: il padre Raffaele, con i tre figli Consalvo, Gabriele e Achille; i «Fergola», con il capostipite Luigi, i due figli Salvatore e Alessandro, e Francesco, figlio di Salvatore; i «Witting» con Teodoro, incisore, consuocero di Giacinto Gigante e soprattutto suo figlio Gustavo. Infine i «Gigante» con Giacinto, Gaetano (padre di Giacinto), Emilia, Achille ed Ercole. E proprio alla morte del Pitloo, Giacinto Gigante prese per alcuni anni le redini della scuola, diventandone, con le sue atmosfere luminose rese quasi liquide, anche grazie alla tecnica dell'acquarello, uno dei maggiori interpreti.

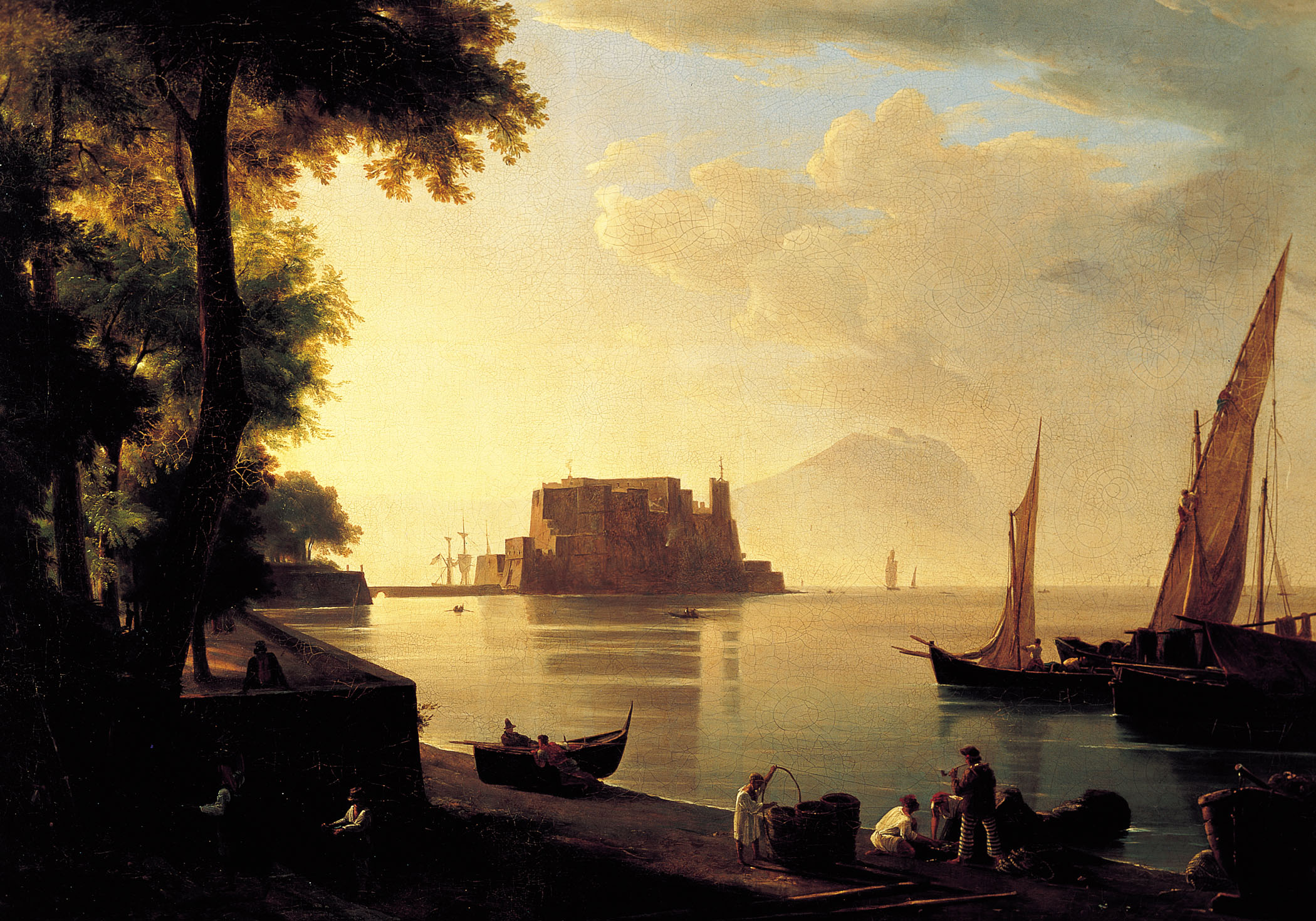
Castel dell'Ovo dalla spiaggia di Pitloo

Nella sua prima formazione la scuola si rifece al paesaggio di ascendenza pittoresca, ma puntando soprattutto sui valori lirici e caricando i paesaggi di umori romantici. La pittura di paesaggio, considerata un genere minore, paradossalmente proprio per questa «disistima» poteva godere di maggiore libertà rispetto agli altri generi, liberandosi dai vincoli accademici e dimostrando un sollecito aggiornamento alle tendenze europee; sarà infatti proprio la scuola di Posillipo ad essere maggiormente influenzata dagli artisti stranieri presenti a Napoli, soprattutto William Turner, presente in città tra il 1819 e il 1828, con la forza della sua luce, ma anche Camille Corot, rappresentante del nuovo paesaggio francese della Scuola di Barbizon, l'austriaco Joseph Rebell, interprete di un paesaggio luminoso, Johan Christian Dahl, autore di vedute napoletane di vivace espressività e infine il belga Frans Vervloet, rilevante soprattutto nella fase formativa della scuola.
Dalla scuola, che fu molto apprezzata anche da Giovanni Marchini e Antonio Ghisu, presero le mosse Achille Vertunni, i fratelli Palizzi: Filippo, Giuseppe, Nicola e Francesco Paolo, Federico Spedaliere, Achille Carrillo e la Scuola di Resìna, raccoltasi attorno a Marco de Gregorio, Federico Rossano e Giuseppe De Nittis e a cui aderirà lo stesso Nicola Palizzi. La seconda fase della scuola, posteriore agli anni trenta del secolo, vive però una certa ripetitività di schemi e l'accentuarsi di un gusto in qualche modo oleografico, un'eredità che sarà raccolta dalla cartolina illustrata, da artisti come Guglielmo Giusti ed Alessandro La Volpe.